# San José El Ídolo
San José El Ídolo («San José»: en honor a su santo patrono José de Nazaret) es un municipio del departamento de Suchitepéquez de la región sur-occidente de la República de Guatemala.

## Toponimia
Muchos de los nombres de los municipios y poblados de Guatemala constan de dos partes: el nombre del santo católico que se venera el día en que fueron fundados y una descripción con raíz náhuatl; esto se debe a que las tropas que invadieron la región en la década de 1520 al mando de Pedro de Alvarado estaban compuestas por soldados españoles y por indígenas tlaxcaltecas y cholultecas. Con respecto a por qué el santo patrono es San José, existe esta leyenda: unos viajeros con una gran imagen de San José se quedaron a descansar en la aldea, pero cuando quisieron continuar su camino, no pudieron llevarse la imagen pues pesaba demasiado y decidieron regalarla a los pobladores.[cita requerida]

## Demografía
El municipio cuenta con una población de 11 547 habitantes según el censo de población del año 2018 con una densidad de 131 personas por kilómetro cuadrado. El municipio tiene una población superior de gente de raza ladina con un porcentaje del 81% y el 18% es de gente indígena, mayoritariamente K'iche', Kaqchikel y Mam.

## Geografía física
El municipio tiene una extensión territorial de 88 km².

### Clima
La cabecera municipal de San José El Ídolo tiene clima tropical (Clasificación de Köppen: Am):
| Parámetros climáticos promedio de San José El Ídolo | Parámetros climáticos promedio de San José El Ídolo | Parámetros climáticos promedio de San José El Ídolo | Parámetros climáticos promedio de San José El Ídolo | Parámetros climáticos promedio de San José El Ídolo | Parámetros climáticos promedio de San José El Ídolo | Parámetros climáticos promedio de San José El Ídolo | Parámetros climáticos promedio de San José El Ídolo | Parámetros climáticos promedio de San José El Ídolo | Parámetros climáticos promedio de San José El Ídolo | Parámetros climáticos promedio de San José El Ídolo | Parámetros climáticos promedio de San José El Ídolo | Parámetros climáticos promedio de San José El Ídolo | Parámetros climáticos promedio de San José El Ídolo |
| Mes                                                 | Ene.                                                | Feb.                                                | Mar.                                                | Abr.                                                | May.                                                | Jun.                                                | Jul.                                                | Ago.                                                | Sep.                                                | Oct.                                                | Nov.                                                | Dic.                                                | Anual                                               |
| --------------------------------------------------- | --------------------------------------------------- | --------------------------------------------------- | --------------------------------------------------- | --------------------------------------------------- | --------------------------------------------------- | --------------------------------------------------- | --------------------------------------------------- | --------------------------------------------------- | --------------------------------------------------- | --------------------------------------------------- | --------------------------------------------------- | --------------------------------------------------- | --------------------------------------------------- |
| Temp. máx. media (°C)                               | 32.7                                                | 33.2                                                | 34.1                                                | 34.1                                                | 33.5                                                | 32.5                                                | 32.3                                                | 32.4                                                | 31.5                                                | 31.6                                                | 31.7                                                | 31.9                                                | 32.6                                                |
| Temp. media (°C)                                    | 26                                                  | 26.3                                                | 27.4                                                | 27.9                                                | 27.9                                                | 27.4                                                | 27.1                                                | 27.2                                                | 26.6                                                | 26.5                                                | 26.2                                                | 25.8                                                | 26.9                                                |
| Temp. mín. media (°C)                               | 19.3                                                | 19.5                                                | 20.8                                                | 21.8                                                | 22.4                                                | 22.3                                                | 22                                                  | 22                                                  | 21.7                                                | 21.5                                                | 20.8                                                | 19.7                                                | 21.2                                                |
| Precipitación total (mm)                            | 8                                                   | 15                                                  | 42                                                  | 121                                                 | 319                                                 | 501                                                 | 407                                                 | 432                                                 | 548                                                 | 540                                                 | 121                                                 | 18                                                  | 3072                                                |
| Fuente: Climate-Data.org                            |                                                     |                                                     |                                                     |                                                     |                                                     |                                                     |                                                     |                                                     |                                                     |                                                     |                                                     |                                                     |                                                     |

### Ubicación geográfica
Se encuentra a una distancia de 22 km de la cabecera departamental Mazatenango. 
Sus colindancias son:
- Norte: Santo Domingo Suchitepequez, San Antonio Suchitepéquez y San Miguel Panán, municipios del departamento de Suchitepéquez
- Este: Chicacao y Río Bravo, municipios del departamento de Suchitepéquez
- Oeste: Santo Domingo Suchitepéquez
- Sur: Tiquisate, municipio del departamento de Escuintla.[5]

|                                    | Norte: Santo Domingo Suchitepequez San Antonio Suchitepéquez San Miguel Panán |                          |
| Oeste: Santo Domingo Suchitepequez |                                                                               | Este: Chicacao Río Bravo |
|                                    | Sur: Tiquisate                                                                |                          |

## Gobierno municipal
Los municipios se encuentran regulados en diversas leyes de la República, que establecen su forma de organización, lo relativo a la conformación de sus órganos administrativos y los tributos destinados para los mismos.  Aunque se trata de entidades autónomas, se encuentran sujetos a la legislación nacional y las principales leyes que los rigen desde 1985 son:
| N.º | Ley                                                | Descripción |
| --- | -------------------------------------------------- | --- |
| 1   | Constitución Política de la República de Guatemala | Tiene una regulación legal específica para los municipios en los artículos 253 al 262. |
| 2   | Ley Electoral y de Partidos Políticos              | Ley de carácter constitucional aplicable a los municipios en el tema de la conformación de sus autoridades electas. |
| 3   | Código Municipal                                   | Decreto 12-2002 del Congreso de la República de Guatemala. Tiene la categoría de ley ordinaria y contiene preceptos generales aplicables a todos los municipios, e inclusive contiene legislación referente a la creación de los municipios.             |
| 4   | Ley de Servicio Municipal                          | Decreto 1-87 del Congreso de la República de Guatemala. Regula las relaciones entra la municipalidad y los servidores públicos en materia laboral. Tiene su base constitucional en el artículo 262 de la constitución que ordena la emisión de la misma. |
| 5   | Ley General de Descentralización                   | Decreto 14-2002 del Congreso de la República de Guatemala. Regula el deber constitucional del Estado, y por ende del municipio, de promover y aplicar la descentralización y desconcentración económica y administrativa.                                |

El gobierno de los municipios está a cargo de un Concejo Municipal mientras que el código municipal —ley ordinaria que contiene disposiciones que se aplican a todos los municipios— establece que «el concejo municipal es el órgano colegiado superior de deliberación y de decisión de los asuntos municipales […] y tiene su sede en la circunscripción de la cabecera municipal»; el artículo 33 del mencionado código establece que «[le] corresponde con exclusividad al concejo municipal el ejercicio del gobierno del municipio».
El concejo municipal se integra con el alcalde, los síndicos y concejales, electos directamente por sufragio universal y secreto para un período de cuatro años, pudiendo ser reelectos.
Existen también las Alcaldías Auxiliares, los Comités Comunitarios de Desarrollo (COCODE), el Comité Municipal del Desarrollo (COMUDE), las asociaciones culturales y las comisiones de trabajo. Los alcaldes auxiliares son elegidos por las comunidades de acuerdo a sus principios y tradiciones, y se reúnen con el alcalde municipal el primer domingo de cada mes, mientras que los Comités Comunitarios de Desarrollo y el Comité Municipal de Desarrollo organizan y facilitan la participación de las comunidades priorizando necesidades y problemas.
Los alcaldes que ha habido en el municipio son:
- 2012-2016: Alfredo Oliva[8]

## Historia
Los primeros pobladores fueron procedentes de la región que ocupa el moderno municipio de San José Retalhuleu. 
San José El Ídolo fue anteriormente una aldea del municipio de San Antonio Suchitepéquez,; fue categorizado como municipio el 8 de febrero de 1867 con el nombre de «San José» por el gobierno del presidente Vicente Cerna y Cerna.